# Municipio de Rose (Dakota del Norte)
El municipio de Rose (en inglés: Rose Township) es un municipio ubicado en el condado de Stutsman en el estado estadounidense de Dakota del Norte. En el año 2010 tenía una población de 73 habitantes y una densidad poblacional de 0,78 personas por km².

## Geografía
El municipio de Rose se encuentra ubicado en las coordenadas 47°1′16″N 98°31′45″O / 47.02111, -98.52917. Según la Oficina del Censo de los Estados Unidos, el municipio tiene una superficie total de 93.31 km², de la cual 90,85 km² corresponden a tierra firme y (2,63 %) 2,46 km² es agua.

## Demografía
Según el censo de 2010, había 73 personas residiendo en el municipio de Rose. La densidad de población era de 0,78 hab./km². De los 73 habitantes, el municipio de Rose estaba compuesto por el 100 % blancos. Del total de la población el 0 % eran hispanos o latinos de cualquier raza.